# Lorenzo Lamas
Lorenzo Fernando Lamas, ursprungligen Lorenzo Lamas y de Santos Lamas, född 20 januari 1958 i Santa Monica, Kalifornien, är en amerikansk skådespelare. Lorenzo Lamas har främst medverkat i såpoperor, filmer och television.
Han är mest känd för sin roll som Lance Cumson i den populära såpoperan Maktkamp på Falcon Crest från 1980-talet, den falskt anklagade polisen Reno Raines i 1990-talskriminaldramat Renegade och som brandmannen Hector Ramirez i Glamour. Han var också domare i Are You Hot?.

## Biografi

### Familj och uppväxt
Lorenzo Lamas är son till Fernando Lamas, en argentinsk skådespelare, och skådespelerskan Arlene Dahl. Hans far gifte senare om sig med Esther Williams.
Han växte upp i Pacific Palisades, Kalifornien och flyttade till New York 1971, då han var tretton år. Han tog examen från Admiral Farragut Academy 1975 och återvände sedan till södra Kalifornien.
Lorenzo Lamas har varit gift fem gånger och har fem barn:
- Victoria Hilbert (1981–1983)
- Michelle Smith (1983–1985), två barn.
- Kathleen Kinmont (1989–1993)
- Shauna Sand (1996–2002), tre barn.
- Shawna Craig (2011–2019)

Hans f.d. fru Kathleen Kinmont är dotter till hans motspelare i Falcon Crest - Abby Dalton.
Hans son, A.J. Lamas fortsätter familjetraditionen genom att spela Rafael Ortega i As the World Turns från oktober 2004 till februari 2005. Lorenzo Lamas kusin Diana Lamas är även hon skådespelare.
Han har släkt i Finspång genom sin mor, Arlene Dahl.

### Skådespelarkarriär
Han studerade på Tony Barr's Film Actors Workshop och fick sin första TV-roll 1976. Lamas har studerat både karate och taekwondo sedan 1979 och har svart bälte. I 1978 års Grease spelar han en sportfåne som Sandy är tillsammans med, vilket gör John Travoltas karaktär, Danny, svartsjuk.
År 1981 gick han på audition och vann rollen som Angela Channings playboy-barnbarn och handgångne man, Lance Cumson, i såpan Maktkamp på Falcon Crest. Lorenzo nominerades till två Soap Opera Digest Awards 1986 och en Golden Globe några år senare, men vann inget pris. Lorenzo är också den enda skådespelaren som medverkade i alla 227 episoder av Falcon Crest.
Han nominerades 1984 till Golden Raspberry Awards för sämsta skådespelare i filmen Body Rock. Lamas popularitet ökade under 1990-talet då han medverkade i ett dussintal actionfilmer.
År 1992, två år efter att Falcon Crest var slut, spelade Lamas rollen av den falskt anklagade polisen Reno Raines i TV-serien Renegade. TV-serien slutade 1997 efter totalt fem säsonger.
Han spelade Hector Ramirez i CBS-såpoperan Glamour från februari 2004 till februari 2007.
År 2013 spelade han sig själv i The Joe Schmo show.